# اليمن الشمالي في دورة الألعاب الأولمبية الصيفية عام 1988
نافست الجمهورية العربية اليمنية في دورة الألعاب الأولمبية الصيفية لعام 1988 في سيول بكوريا الجنوبية. بعد الوحدة مع جمهورية اليمن الديمقراطية الشعبية. ستشارك بعد ذلك اليمن في دورة الألعاب الأولمبية الصيفية لعام 1992.
وخسر عبد الله العزاني من الجمهورية العربية اليمنية أمام الإسرائيلي دوف جروفرمان في الجولة الأولى. كان من المقرر أن يصارع العزاني الإسرائيلي، لكنه لم يحضر لمباراته حتى بعد أن تم منادته ثلاث مرات، فيما وصفه مسؤول إسرائيلي بأنه ازدراء سياسي، وأعلن أن العزاني خاسر في وزن الذبابة الخفيف للرجال (48 كجم) من قبل الحكم.

## ألعاب القوى
رجال
| الرياضي         | الحدث    | تصفيات   | تصفيات | نصف النهائي | نصف النهائي | النهائي  | النهائي  |
| الرياضي         | الحدث    | نتيجة    | ترتيب  | نتيجة       | ترتيب       | نتيجة    | ترتيب    |
| --------------- | -------- | -------- | ------ | ----------- | ----------- | -------- | -------- |
| فهيم عبد الوهاب | 800 م    | 1:55.24  | 6      | لم يتأهل    | لم يتأهل    | لم يتأهل | لم يتأهل |
| عوض صالح احمد   | 1500 م   | 4:03.86  | 14     | لم يتأهل    | لم يتأهل    | لم يتأهل | لم يتأهل |
| أنور الحرازي    | 5000 م   | 14:49.25 | 16     | لم يتأهل    | لم يتأهل    | لم يتأهل | لم يتأهل |
| عبد الكريم داود | 10,000 م | 32:33.04 | 21     | لم يتأهل    | لم يتأهل    | لم يتأهل | لم يتأهل |

## الجودو
أرسل شمال اليمن منافسين
أنهى محمد خصروف في المركز 35 في فئة الوزن الزائد للرجال
احتل محمد مصلح المركز التاسع عشر في فئة الوزن الخفيف رجال

## المصارعة
المصارعة اليونانية الرومانية للرجال
| الرياضي        | الحدث   | الجولة الأولى                     | الجولة الثانية                |
| الرياضي        | الحدث   | الخصم النتيجة                     | الخصم النتيجة                 |
| -------------- | ------- | --------------------------------- | ----------------------------- |
| عبدلله الشامسي | −68 كجم | ياسوهيرو أوكوبو (اليابان) خسر سقط | مورتن بريكي (النرويج) خسر 4-0 |

حرة رجال
| الرياضي       | الحدث   | الجولة الأولى                | الجولة الثانية               |
| الرياضي       | الحدث   | الخصم النتيجة                | الخصم النتيجة                |
| ------------- | ------- | ---------------------------- | ---------------------------- |
| عبدلله الغربي | −74 كجم | بيكا روهالا (فنلندا) خسر سقط | برونو بيوديت (فرنسا) خسر 4-0 |